# Volksbank in Schaumburg
Die Volksbank in Schaumburg eG war eine Genossenschaftsbank mit Sitz in Rinteln im niedersächsischen Landkreis Schaumburg. Im Jahr 2022 fusionierte die Bank mit der Volksbank eG in Nienburg zur Volksbank in Schaumburg und Nienburg eG.
Das Geschäftsgebiet der Bank umfasste Geschäftsstellen in Schaumburg sowie im Ortsteil Kleinenbremen der Stadt Porta Westfalica bei Minden. Eigentümer der Bank waren die 22.687 Mitglieder der Genossenschaft.

## Geschichte
Das 2003 aus fünf Schaumburger Volksbanken entstandene Kreditinstitut hatte seine Wurzeln in Rinteln. Dort wurde es 1868 unter dem Namen „Vorschussverein Rinteln“ gegründet. Die Volksbank in Schaumburg entstand durch eine Fusion der Volksbank Bückeburg-Rinteln eG, der Volksbank Obernkirchen eG, der Volksbank Kirchhorsten eG und der Volksbank Nordschaumburg eG mit Sitz in Bad Nenndorf.